# Casa dels Entremesos

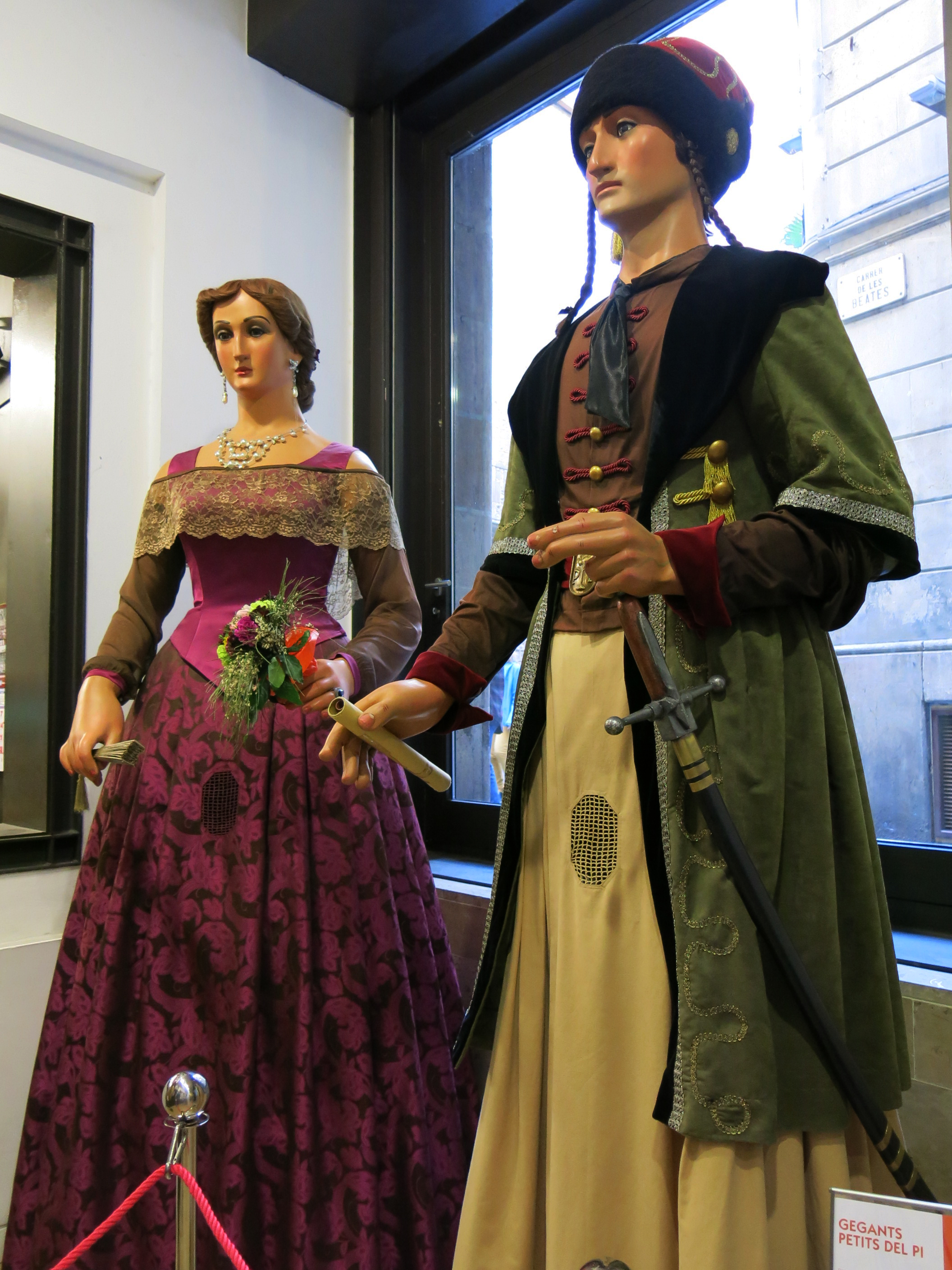
Reuzenpaar tentoongesteld in het museum

Casa dels Entremesos is een museum in de Spaanse stad Barcelona, voor lokale folklore en immaterieel cultureel erfgoed.
Het museum werd in 2009 opgericht door de 'Federació d’Entitats de Cultura Popular i Tradicional de Barcelona Vella'. Het is voornamelijk gewijd aan de bestudering, instandhouding en promotie van de Catalaanse reuzencultuur. Er zijn zowel tijdelijke als permanente tentoonstellingen.

## Partners
- L’Associació de Festes de la Plaça Nova
- Associació d’Amics del Gegants del Pi